# IsoHunt
isoHunt est un index BitTorrent qui recense plus de 1,7 million de fichiers torrent dans sa base de données, et plus de 20 millions de peers dans son index de torrents. Avec 7,4 millions de visiteurs uniques en mai 2006, isoHunt fait partie des plus populaires des moteurs de recherche BitTorrent (il est classé troisième dans cette catégorie). Des milliers de torrents sont ajoutés et supprimés du site tous les jours ; les utilisateurs y effectuent plus de 40 millions de recherche par mois. Le 19 octobre 2008, isoHunt passe la barre du pétaoctet de torrents indexés (cumulés).

## Historique
IsoHunt est fondé en janvier 2003 par le canadien Gary Fung ; le nom du site est un dérivé de l'extension .iso utilisée pour copies virtuelle de disques (CD ou DVD en général).
Le 23 février 2006, la Motion Picture Association of America (MPAA) a annoncé poursuivre isoHunt pour violation de copyright ; moins d'un an plus tard, le 16 janvier 2007, le site est inaccessible et n'affiche qu'un message indiquant que l'hébergeur d'isoHunt a "débranché le site sans prévenir". Après une importante mise à jour du matériel d'hébergement, le site était de retour le 22 janvier 2007 malgré quelques brèves surcharges serveur.
À compter du 5 avril 2010, les utilisateurs des États-Unis et du sud-est du Canada sont redirigés vers une version restreinte du site, baptisée isoHunt Lite, le temps de retirer tous les motifs de plainte pour infraction au droit d'auteur ; les commentaires y sont interdits, et les mots clés filtrés. Le site déclare vouloir montrer avec cette version du site (qui est dès lors comparable à Mininova), que son intention est avant tout de promouvoir le partage légal de fichiers. Les utilisateurs américains peuvent cependant toujours accéder au site via un proxy web comme Anonymouse ; par ailleurs les clients BitTorrent comme µTorrent et Vuze peuvent toujours effectuer des recherches sur isoHunt et télécharger les torrents directement.
En mai 2010, une plainte est déposée au Canada contre isoHunt par une coalition de 26 labels de musique, qui vise à obtenir la fermeture du site et d'importants dommages et intérêts pour les prétendues pertes engendrées par le piratage.
En octobre 2012, isoHunt recense toujours des images et vidéos pédopornographiques sur les clients d'échange de fichiers, aisément atteignables via une recherche Google et téléchargeables grâce à un client BitTorrent.
Le 13 octobre 2013, à la suite de nombreuses plaintes de la MPAA, le site a fermé et a dû verser 110 millions de dollars à la MPAA.
Fin octobre 2013, une copie du site réapparaît sous l'adresse « http://isohunt.to/ »(Archive.org • Wikiwix • Archive.is • Google • Que faire ?).
Le 12 décembre 2014, isoHunt lance un portail alternatif au site The Pirate Bay ayant été bloqué quelques jours plus tôt. Ce site alternatif est en fait une sauvegarde des données et recherches de thepiratebay.se remise en service sur un autre site. Ce site du nom de oldpiratebay.org a été créé en mémoire de ThePirateBay.